# Wartberg an der Krems
Wartberg an der Krems – gmina targowa w Austrii, w kraju związkowym Górna Austria, w powiecie Kirchdorf an der Krems. Liczy 2964 mieszkańców.

## Współpraca
Miejscowość partnerska:
- Leinburg, Niemcy